# 辨慶讀法
辨慶讀法，指日語中斷句錯誤的讀法。名稱來源於有人將（辨慶拿著薙刀）錯誤斷句為（辨慶呢，拿著ginata）。
這一讀法常見於識字及語言能力不高的小童。一般而言，在小学一年級結束，或二年級第一学期末之前，兒童便會在教師教導下習得正確讀法。除此之外，亦有一些文字遊戲是藉由斷句錯誤創造。
互聯網普及後，受輸入法影響，有時在網上打字會出現「辨慶讀法」式的錯誤輸入，其中一部分逐漸演變成互聯網用語。

## 例子
語境中本意是怎樣「在未來活下去」，但乍一看，容易將看作名詞（老師），的きのこ本來是香菇的意思，把這個想像成一個動詞，斷句成（這位老師做出Kinokoru的動作），網絡上更因此出現（Kinokoru老師，杏鮑菇形象）虛構角色。
阿富汗航空相撲
來源於2ch新聞速報板上一則新聞帖文的標題（阿富汗民航部長被打死），有很多人誤將標題斷句作（阿富汗航空相撲被殺），之後便有網民惡搞「阿富汗航空相撲」為一種相撲種類。
金太的大冒險
坪井令夫1975年發表的歌曲。歌詞中「金太」（きんた）一詞後幾乎總是會跟著開頭的詞語，故意讓人斷句成（金玉，即睾丸）。
コンダラ
动画“巨人之星”的主题歌的第一句，将（坚信向着试炼之路）听成（很重的コンダラ）的人很多，コンダラ便成了压路碾子的俗称。
へごちん
声优大桥彩香在2013年作为嘉宾参演网络节目“チャンネルはオープンソースでっ！”时，将（对着头敲下）念成了（将头ヘゴチン）。自此，大桥彩香就有了“へご”/“へごちゃん”（hego）的外号。
소나 타는 차
韩国现代汽车生产的中型轿车初代索纳塔的评价不高，于是被人将广告标语｢（ssonata neun cha, 意为“索纳塔是车”）」读成｢（sona taneun cha, 意为“牛之类坐的车”）｣来调侃。

## 脚注
1. ↑  即民航和旅遊部部長阿卜杜勒·拉赫曼（英语：Abdul Rahman (Afghan minister)）2002年被人打死一事。原帖：，2002年2月15日8時48分建立。帖文中寫道「06:30 阿富汗民航部長被打死。卡塔爾衛星ＴＶ。往聖地麥加的航班延遲２日，朝聖者大怒，打死民航部長。」